# 麒麟圍

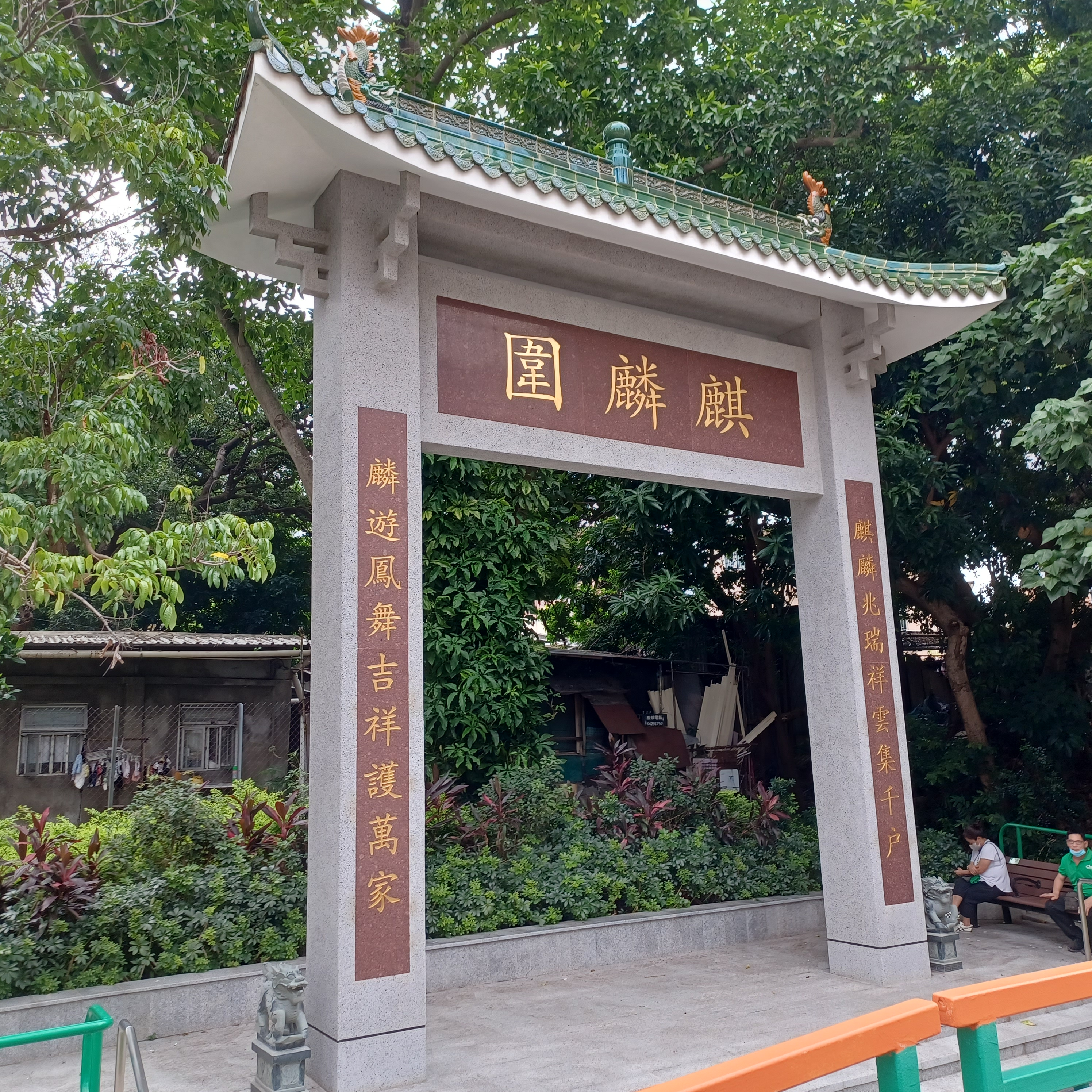
麒麟圍牌坊

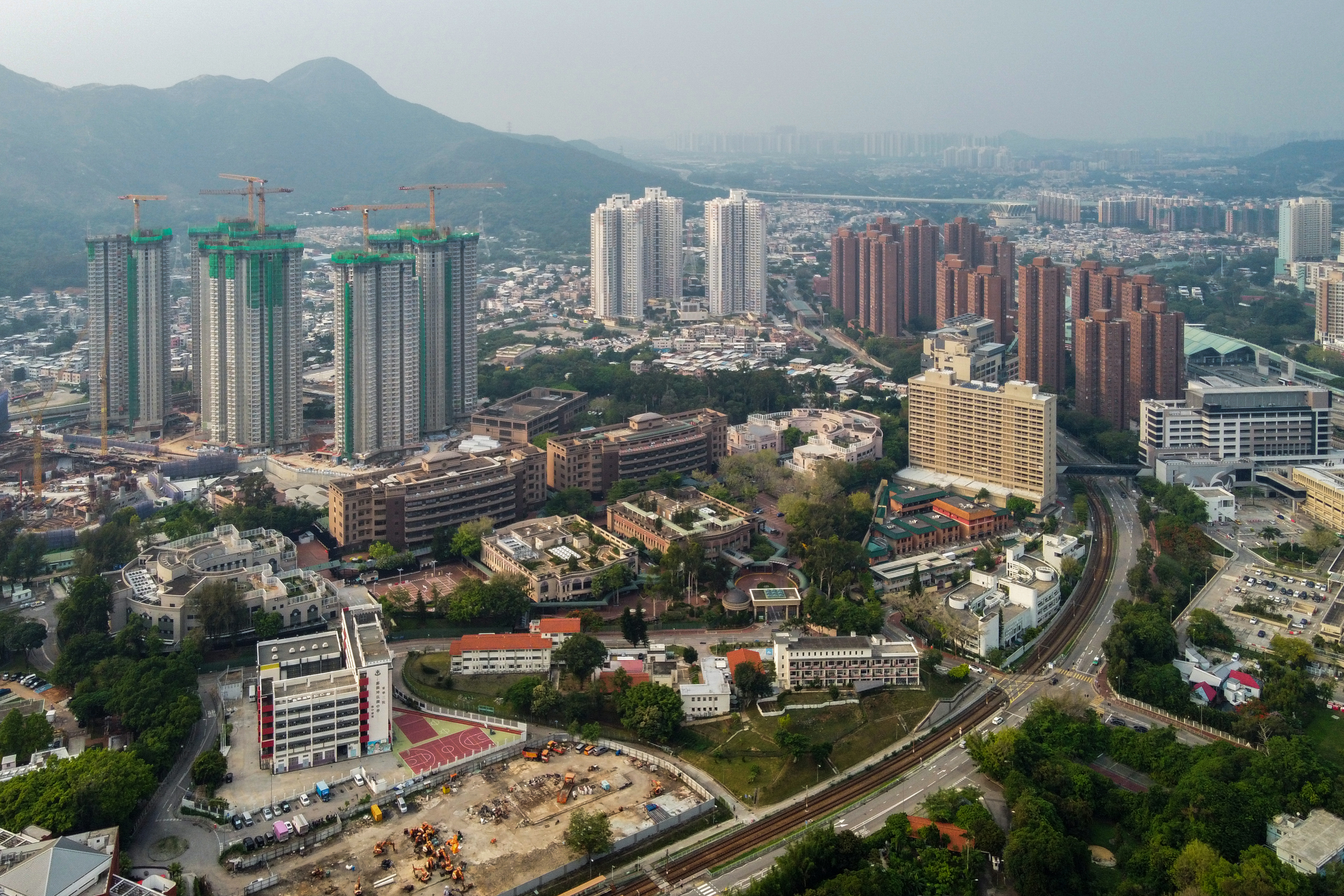
麒麟圍鄰近青山醫院

麒麟圍位於香港新界屯門的北部，近兆康苑，是一條新界原居民的客家雜姓圍村，相傳先民由新界東北鹿頸及掃管笏、楊小坑、桃園圍和子田圍 遷來的。圍內建有雍穆家祠，供奉黃、賴、陳、張、何、萬等九家祖先神位，是屯門別具特色的祠堂。

## 新增席位未有吸納麒麟圍
2018年選舉管理委員會因應欣田邨落成使原有寶田選區在2019年的預計人口均會超出法例許可的上限，故此需要增加新選區以吸納超出的人口。當中以欣田邨、紫田村、新慶村及茵翠豪庭一帶劃出新增選區，使兩個選區人口調整到法例許可幅度之內。由於新增席位未有吸納麒麟圍，居民指有關劃界忽略麒麟圍居民的需要。諮詢時接獲支持及反對意見，但基於未能有其他可行方案，結果維持原有計劃，劃出本選區。

## 周邊建設
- 菁田邨
- 欣田邨
- 兆康苑
- 麒麟站
- 麒麟圍兒童遊樂場